# Ricardo Mannetti
Ricardo Mannetti (* 24. April 1975) ist ein ehemaliger namibischer Fußballspieler und war von 2013 bis 2019, mit kurzer Unterbrechung 2015, Nationaltrainer seines Landes.
Im Mai 2021 veröffentlichte er das von ihm verfasste Buch A Decade of Football, Greatest Achievements in Namibia Football 2010–2020.

## Karriere

### Spieler
Von 1997 bis 2005 spielte Mannetti – mit kurzer Unterbrechung – für Santos Kapstadt in Südafrika, bis er im Juli 2005 zu den Umtata Bush Bucks wechselte. Danach spielte er für wenige Monate für Western Province United.
Am 30. Dezember 2006 beendete der damals 31-jährige Mittelfeldspieler mit einem Abschiedsspiel gegen die namibische Fußballnationalmannschaft, für die er selbst 12 Länderspiele bestritten hatte, vor über 5.000 Zuschauern im Sam-Nujoma-Stadion seine Karriere.

### Trainer
2007 übernahm Mannetti beim namibischen Erstligisten Civics FC das Amt des Trainers, von welchem er am 4. Januar 2010 zurücktrat. Bereits am 6. Januar 2010 wurde er als neuer Trainer von Black Africa vorgestellt. 2013 übernahm er das Amt des Nationaltrainers Namibias, ehe er nach dem größten Erfolg der Nationalmannschaft am 18. Juni 2015 überraschend zurücktrat. Am 3. August 2015 unterschrieb Mannetti erneut einen Vierjahresvertrag als Nationaltrainer seines Heimatlandes, der im Juli 2019 auslief. Seit dem 2. Spieltag der Erstligasaison 2022/23 trainer Mannetti die African Stars.

## Erfolge
Mannetti nahm 1998 mit der namibischen Fußballnationalmannschaft an der Fußball-Afrikameisterschaft teil. 2002 wurde er mit Santos Kapstadt südafrikanischer Fußballmeister. 2019 nahm er mit der namibischen Nationalmannschaft am Afrika-Cup teil.